# Robert Schenkkan
Robert Frederic Schenkkan Jr. (Chapel Hill, 19 marzo 1953) è un attore, drammaturgo e sceneggiatore statunitense.

## Biografia
Robert Schenkkan è nato a Chapel Hill, figlio di Jean Gregory McKenzie e Robert Frederic Schenkkan. Crebbe ad Austin e si laureò magna cum laude all'Università del Texas, prima di conseguire la laurea magistrale all'Università Cornell nel 1977. Dopo aver lavorato come attore fino alla metà degli anni novanta, Schenkkan si è dedicato esclusivamente alla scrittura per il cinema, il teatro e la televisione a partire dal 1996. Schenkkan è autore di dieci opere teatrali, tra cui The Kentucky Cycle e All the Way: la prima gli valse il Premio Pulitzer per la drammaturgia nel 1992, la seconda il Tony Award alla migliore opera teatrale nel 2014.
Schenkkan è stato sposato due volte. Dal primo matrimonio con Mary Anne Dorward, durato dal 1984 al 1999, ha avuto i due figli Sarah e Joshua Schenkkan, mentre tra il 2004 e il 2012 è stato sposato con Maria Dahvana Headley. È zio dell'attore Ben McKenzie.

## Filmografia parziale

### Attore

#### Cinema
- Le stagioni del cuore (Places in the Heart), regia di Robert Benton (1984)
- Sweet Liberty - La dolce indipendenza (Sweet Liberty), regia di Alan Alda (1985)
- Gioco mortale - Manhattan Project (The Manhattan Project), regia di Marshall Brickman (1986)
- La finestra della camera da letto (The Bedroom Window), regia di Curtis Hanson (1987)
- La protesta del silenzio (Amazing Grace and Chuck), regia di Mike Newell (1987)

#### Televisione
- Ai confini della realtà (The Twilight Zone) - serie TV, 1 episodio (1986)
- Bravo Dick (Newhart) - serie TV, 1 episodio (1986)
- Star Trek: The Next Generation - serie TV, episodio 1x18-1x25 (1988)
- Santa Barbara - serie TV, 5 episodi (1988)
- Benvenuto sulla Terra (Hard Time on Planet Earth) - serie TV, 1 episodio (1989)
- Hooperman - serie TV, 1 episodio (1990)
- Amen - serie TV, 1 episodio (1990)
- L.A. Law - Avvocati a Los Angeles (L.A. Law) - serie TV, 1 episodio (1991)
- Vendetta alla luce del giorno (In Broad Daylight) - film TV (1991)

### Sceneggiatore

#### Cinema
- The Quiet American, regia di Phillip Noyce (2002)
- La battaglia di Hacksaw Ridge (Hacksaw Ridge), regia di Mel Gibson (2016)

#### Televisione
- Spartaco - Il gladiatore (Spartacus) - film TV (2004)
- The Pacific - serie TV, 4 episodi (2010)
- All the Way - film TV (2016)

## Doppiatori italiani
- Renato Cortesi in La finestra della camera da letto